# S/2020 S 4
S/2020 S 4 es el satélite natural más débil de Saturno. Fue descubierto por Edward Ashton, Brett J. Gladman, Jean-Marc Petit y Mike Alexandersen el 24 de junio de 2020, y fue anunciado el 6 de mayo de 2023 por el Centro de Planetas Menores después de que se recopilaran observaciones durante un largo período de tiempo para confirmar la órbita del satélite que se tomó entre el 1 de julio de 2019 y el 9 de julio de 2021.

## Órbita
S/2020 S 4 es un satélite muy excéntrico con una excentricidad de 0.495, orbita a Saturno a una distancia promedio de 18,2 millones de kilómetros y un período orbital de 2 años y medio, con una inclinación de 40.1° con respecto a la eclíptica, lo que sugiere que pertenece al grupo gálico. Sin embargo, a veces se disputa su grupo satelital como pasa con S/2019 S 6, y se incluye al grupo inuit con el argumento de que era un fragmento de Siarnaq que se desprendió hace mucho tiempo en un lapso de unos pocos miles de años.
Se estima que S/2020 S 4 tiene 3 km de diámetro y actualmente es el satélite más débil conocido de Saturno con una magnitud absoluta de 17. Scott S. Sheppard y Tilmann Denk, por otro lado, se estiman en 2 km y 2.25 km, respectivamente. Si estas estimaciones fueran ciertas, convertirían a S/2020 S 4 en uno de los satélites irregulares más pequeños conocidos de Saturno.